# François-Ernest Vacherot
Pour les articles homonymes, voir Vacherot.
François-Ernest Vacherot, né le 17 août 1811 à Paris et mort le 6 décembre 1865 à Alger, est un peintre français.

## Biographie
François-Ernest Vacherot est le fils de Silas Constant Désiré Vacherot, employé, et de Louise Élisabeth Garnier.
Élève de Gros et de Drolling, il concourt pour le prix de Rome entre 1834 et 1838. Il obtient une mention en 1835 et le prix de la demi-figure peinte, en 1837 (partagé avec Théodore Achille Fouquet).
Il épouse à Alger, Marie Hugue Azeline Thoulet.
Il meurt à Alger le 6 décembre 1865 à l'âge de 54 ans.